# Manuel Oioli
Manuel Oioli, né le 17 mai 2003 à Borgomanero, est un coureur cycliste italien. 

## Biographie
Manuel Oioli est né en mai 2003 à Borgomanero, dans la région italienne du Piémont. Très tôt intéressé par le cyclisme, il pratique ce sport dès son plus jeune âge en compagnie de son grand-père Ferruccio, lui-même cyclotouriste. Ce dernier le pousse à prendre sa première licence à sept ou huit ans,. Il joue également au football jusqu'à ses treize ans, avant de choisir définitivement le vélo.
Dans les catégories de jeunes, il s'illustre en obtenant une cinquantaine de victoires. Il s'impose notamment à vingt-cinq reprises en 2016. Deux ans plus tard, il triomphe sur le Chrono des Nations en version cadet. Il réalise aussi une bonne saison 2019 en décrochant quatorze succès, dont un titre de champion du Piémont. La même année, il représente son pays au Festival olympique de la jeunesse européenne. 
En 2021, il se fait remarquer au niveau international en terminant cinquième du championnat d'Europe et septième du championnat du monde, chez les juniors. Il finit par ailleurs quatrième du Giro della Lunigiana, tout en ayant remporté deux étapes ainsi que les classements par points et du meilleur grimpeur. Après ses performances, il rejoint le centre de formation de l'équipe Eolo-Kometa en 2022,. Il se montre toutefois insatisfait vis-à-vis de son calendrier de courses, qu'il juge inadapté à son profil de puncheur. En dépit de ces contrariétés, il décroche quelques places d'honneur dans des compétitions par étapes en Espagne. 
À partir de 2023, il fait son retour sur le territoire italien en intégrant la réserve de l'UCI ProTeam Q36.5 Pro. Malgré une saison perturbée par une mononucléose, il parvient à obtenir de bons résultats. Chez les amateurs, il remporte le Gran Premio Ezio Del Rosso. Il se classe aussi troisième du prologue du Tour d'Algérie et du Grand Prix de Poggiana, ou encore septième de la Ruota d'Oro. En juillet 2024, il gagne le Trophée de la ville de Brescia.

## Palmarès et résultats

### Palmarès par année
- 2018
  - Chrono des Nations cadets
  - 2e de la Coppa d'Oro
- 2021
  - 3e et 5e étapes du Giro della Lunigiana
  - 5e du championnat d'Europe sur route juniors
  - 7e du championnat du monde sur route juniors
- 2023
  - Gran Premio Ezio del Rosso
  - 2e du Piccola Sanremo
  - 3e du Trofeo Sportivi di Briga
  - 3e du Grand Prix de Poggiana
- 2024
  - Trophée de la ville de Brescia
  - Coppa Medicea
  - 2e du Grand Prix Industrie del Marmo
  - 2e du Grand Prix de Poggiana
  - 3e du Gran Premio Capodarco
  - 3e du Gran Premio Ezio Del Rosso

### Classements mondiaux
| Année                                 | 2023  | 2024 |
| ------------------------------------- | ----- | ---- |
| Classement mondial                    | 1255e | 633e |
| UCI Europe Tour                       | 854e  | nc   |
|                                       |       |      |
| Légende : nc = non classéSource : UCI |       |      |

## Distinctions
- Oscar TuttoBici juniors : 2021